# Aral (album)
Pour les articles homonymes, voir Aral (homonymie).
 (mars 2017).
Si vous disposez d'ouvrages ou d'articles de référence ou si vous connaissez des sites web de qualité traitant du thème abordé ici, merci de compléter l'article en donnant les références utiles à sa vérifiabilité et en les liant à la section « Notes et références ».
Albums de Catherine Lara
Mélomanie
(1996) Graal
(2005)
Aral est un album musical composé et interprété par Catherine Lara, sorti en 2000.

## Liste des titres
Toute la musique est composée par Catherine Lara, sauf annotation.
| 1.    | Eastern Land                | 5:15 |
| 2.    | Unity                       | 5:31 |
| 3.    | Aral                        | 5:02 |
| 4.    | Blue Dawn                   | 4:27 |
| 5.    | Requiem for a Dying Sea     | 4:00 |
| 6.    | Gypsy Tears                 | 4:20 |
| 7.    | In Between Nowhere          | 4:54 |
| 8.    | Deeplara (avec Deep Forest) | 5:13 |
| 9.    | Marayeva                    | 3:41 |
| 10.   | Yoponomo                    | 4:02 |
| 11.   | Sea U Soon                  | 1:34 |
| 47:58 |                             |      |

| Titre bonus - Édition Japon | Titre bonus - Édition Japon | Titre bonus - Édition Japon | Titre bonus - Édition Japon | Titre bonus - Édition Japon | Titre bonus - Édition Japon | Titre bonus - Édition Japon | Titre bonus - Édition Japon | Titre bonus - Édition Japon | Titre bonus - Édition Japon |
| No                          | Titre                       | Durée                       |                             |                             |                             |                             |                             |                             |                             |
| --------------------------- | --------------------------- | --------------------------- | --------------------------- | --------------------------- | --------------------------- | --------------------------- | --------------------------- | --------------------------- | --------------------------- |
| 12.                         | Aral (Sound of the Sea)     | 2:54                        |                             |                             |                             |                             |                             |                             |                             |
| 50:52                       |                             |                             |                             |                             |                             |                             |                             |                             |                             |

## Crédits

### Formation musicale
- Catherine Lara : violon (solo), cordes (additionnel)
- Sylvain Luc : guitare, basse
- Éric Mouquet, Michel Sanchez, Thierry Eliez : claviers (titre 8)
- Michel Sanchez : accordéon
- Neil Conti : batterie
- Patrick Molard : uilleann pipes
- Claude Lauzanna, Gino Ceccarelli, Marie Ceccarelli, Thierry Eliez : chœurs

### Équipes technique et production
- Paroles : Didier Varrod, Zazie
- Musique : Catherine Lara (titres 1 à 11), Eric Mouquet (titres 1 à 4, 8 à 10), Michel Sanchez (titre 8), Sylvain Luc (titres 6, 11), Thierry Eliez (titre 10)
- Production, arrangements, réalisation et mixage : Catherine Lara et Éric Mouquet (de Deep Forest)
- Mixage, mastering : Pierre Jacquot
- Direction d'orchestre (chorale Orthodoxe) : Diane Neny
- Programmation : Adrien Blaise, Éric Mouquet
- Artwork : Michel Dubré
- Design (pochette) : Bill Merryfield, Leftfield
- Photographie : Côme Bardon, Dinh Thi Tien